# Labruja

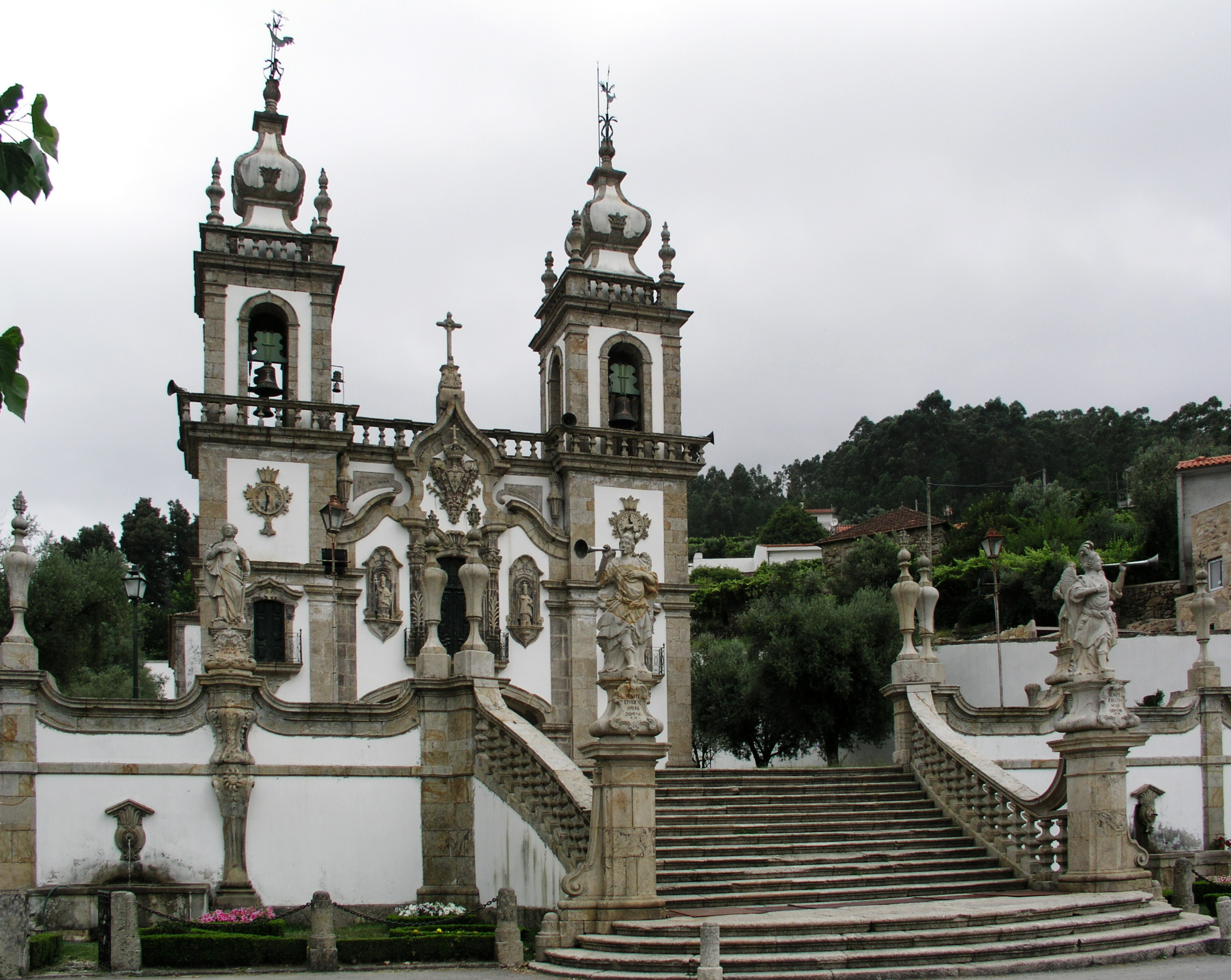
Kloster Nossa Senhora do Socorro

Labruja ist eine Gemeinde (Freguesia) im nordportugiesischen Kreis Ponte de Lima der Unterregion Minho-Lima.
 In ihr leben 383 Einwohner (Stand 19. April 2021).

## Bauwerke
- Mosteiro do Socorro